# ロベール・マルシャン

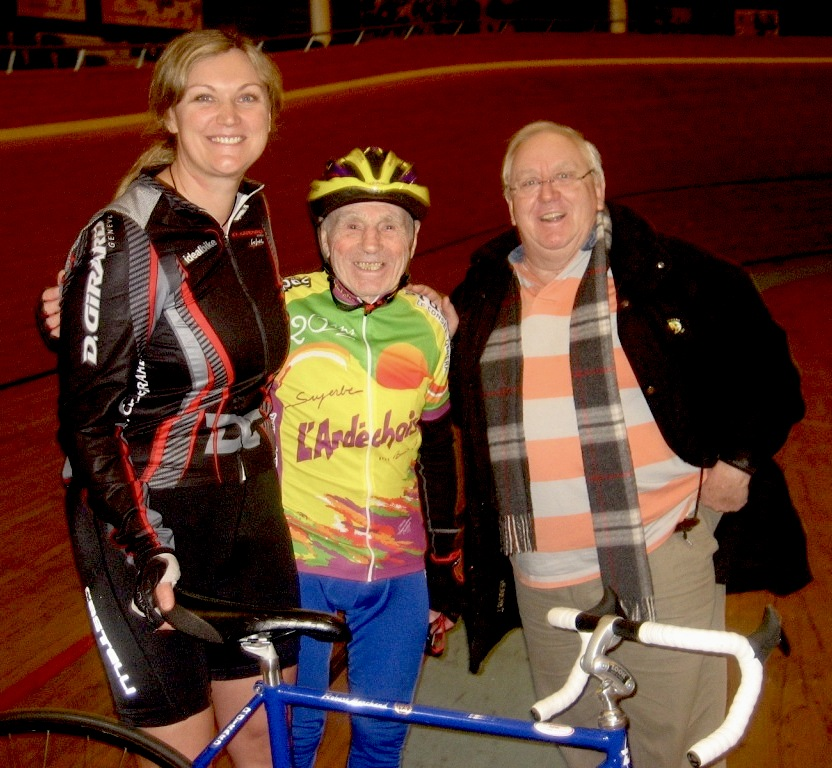
2012年2月

ロベール・マルシャン（Robert Marchand、1911年11月26日 - 2021年5月22日）は、フランス、アミアン出身の自転車競技選手。

## 来歴
67歳のときに競技用自転車を購入したことがきっかけとなり、そこから趣味の域を超えた、「自転車競技選手」としての活動を開始。
2012年
- 9月17日、スイスのエーグルに所在する国際自転車競技連合(UCI)内に設けられた自転車競技場、ワールドサイクリングセンターにおいて、アワーレコードに挑戦し、24.251km/hを記録。満100歳時としては世界最高記録ということとなり、UCIは、当該記録を認定した[2]。
- 9月28日、リヨンの自転車競技場で100km走に挑戦。4時間17分27秒で走破[3]。

2014年1月31日、パリ郊外に所在するヴェロドローム・ド・サン＝カンタナン＝イヴリーヌ(fr:Vélodrome de Saint-Quentin-en-Yvelines)で、再びアワーレコードに挑戦。26,925km/hで走破し、2年前の上記記録を更新した。